# Hafid Aboulahyane
Hafid Aboulahyane, également connu sous son nom de scène de Hafidgood, né le 22 juillet 1978 à Orsay en France, est un acteur, réalisateur, scénariste, producteur et écrivain franco-marocain.

## Biographie

### Enfance
Hafid Aboulahyane naît le 22 juillet 1978 à Orsay, dans l'Essonne, benjamin d'une fratrie de quatre enfants, de parents berbères marocains,, originaires d'Agadir. Il grandit dans la ville voisine des Ulis, dans la même cité pépinière de talents qui a vu grandir les footballeurs Patrice Évra et Thierry Henry ou les chanteurs Sinik et Diam’s,,.
Le parcours scolaire de Hafid Aboulahyane, qui se décrit comme un « autiste de l’Éducation nationale », s'arrête tôt, au collège, en classe de 5e ou au Lycée, à Paris.

### Formation
C'est à partir de 1991, à l'âge de 13 ans, qu'Aboulahyane commence son initiation à l'art dramatique, en montant d'abord sur les planches des MJC des Ulis, puis en intégrant successivement la Compagnie des « Rolotos » (entre 1992 et 1993) et la Ligue d'improvisation de Paris (entre 1995 et 1998).
Entretemps, en 1994, il rejoint en compagnie de trois amis la radio Beur FM où ils animeront, trois ans durant, une émission culturelle diffusée le samedi soir,.
Il poursuit sa formation artistique en s'inscrivant, en 2001, au cours d'art dramatique de Dominique Viriot, (vivier d'acteurs de renom tels que Frédéric Diefenthal, Michèle Bernier ou Zinedine Soualem), puis, en 2003, au Studio Pygmalion. Il se forme aussi à l'écriture de scénario et à la réalisation.

### Carrière
Les débuts d'Hafid Aboulahyane sont difficiles, entre RMI et emplois de vendeur d'appartements ou de voitures.
Sa première incursion dans le monde du cinéma date de 1995, avec le long-métrage Le Plus Beau Métier du monde, de Gérard Lauzier, où il joue le rôle d'un élève de Gérard Depardieu. Suivent ensuite quelques rôles mineurs dans le cinéma et la télévision, notamment dans les séries télévisées Navarro ou Quai n° 1,, où il tient le plus souvent des rôles de « racaille ». En 1999, il fait ses premiers pas dans le théâtre.
Les dates du 11 septembre 2001 et du 21 avril 2002 constitueront un tournant dans la carrière d'Aboulahyane : les propositions de rôles se font plus rares et se limitent à des rôles de terroriste ; de même, il finit par perdre son statut d'intermittent du spectacle. Toutes ces vicissitudes convainquent Aboulahyane de donner corps à un projet qui lui tenait à cœur depuis plusieurs années : écrire le scénario d'un film sur la candidature aux élections législatives d'un jeune de la cité. Le court-métrage Les Temps changent, réalisé par Guy Bardin, sort en 2004.
Pour pérenniser sa nouvelle vocation, Hafid Aboulahyane crée en 2005 sa propre boîte de production, Hafidgood Productions, dont l'objet est de produire « des courts métrages et des documentaires de jeunes talents issus de la banlieue ». Le premier film produit est le court-métrage Le poids du silence, réalisé par David Benmussa et sorti en 2005 ; Aboulahyane en est le scénariste et y joue aux côtés de Jacques Weber.
Les années suivantes voient la sortie de plusieurs courts-métrages auxquels Hafid Aboulahyane participe en tant qu'acteur, scénariste, réalisateur ou producteur. Certains de ces films font partie des sélections officielles de certains festivals cinématographiques français ou internationaux (notamment La marche des crabes, sélectionné en 2009 au Festival international du film de Dubaï et en 2011 au Fespaco,).
Il publie en 2014 son premier roman, 31 février.

## Filmographie

### Cinéma
- 1999 : De quoi, de Matthias Hibon
- 2001 : La dernière heure de JM, d'Alex Lesur
- 2002 : Platon, de Pascal Sabatrie
- 2002 : Système parfait, de David Benmoussa
- 2003 : Wild side, de Sébastien Lifshitz — Acteur
- 2004 : Les temps changent..., de Guy Bardin — Co-scénariste, acteur et producteur Sélections du Festival international du film de Ouidah de 2005[12] et du Festival du court-métrage de Clermont-Ferrand de 2004[13].
- 2004 : L’amour, sa gloire, d'Onna Lu Yenke
- 2005 : Le poids du silence, de David Benmussa — Acteur, scénariste et producteur Sélection du Festival du court-métrage de Clermont-Ferrand de 2005[13].
- 2006 : 9 impacts, d'Onna Lu Yenke — Acteur
- 2006 : Sabrina et les quarante lascards, de Rachid Djaïdani — Acteur
- 2006 : Super Romano, de Nicolas Duval
- 2007 : La robe rouge, de Meryam Chetouane — Acteur
- 2007 : Le Forum — Réalisateur
- 2007 : La chemise bleue — Réalisateur
- 2009 : La marche des crabes — Réalisateur, acteur Sélections du Festival international du film de Dubaï de 2009[10] et du Fespaco de 2011[11].
- 2012 : Intérêt général — Réalisateur

### Télévision
- 1999-2002 : Navarro
- 1999-2002 : Quai n° 1
- 2006 : Commissaire Moulin (« La Dernière affaire »)

## Théâtre
- 2001 : Une Parisienne à la campagne, de Claire Hazenberg
- 2003 : Juillet au Paradis, de Benoît Fouchard

## Publications
- Collectif, Pourquoi la France brûle : la racaille parle, Éditions Duboiris, 2006, 127 p. (ISBN 978-2-9522315-4-1)
- 31 février : roman, Paris, Plon, 2014, 225 p. (ISBN 978-2-259-22134-4) — roman Sélection du Prix littéraire Beur FM Méditerranée de 2015[14].